# Palais Adria (Rijeka)
 (juin 2022).
Si vous disposez d'ouvrages ou d'articles de référence ou si vous connaissez des sites web de qualité traitant du thème abordé ici, merci de compléter l'article en donnant les références utiles à sa vérifiabilité et en les liant à la section « Notes et références ».

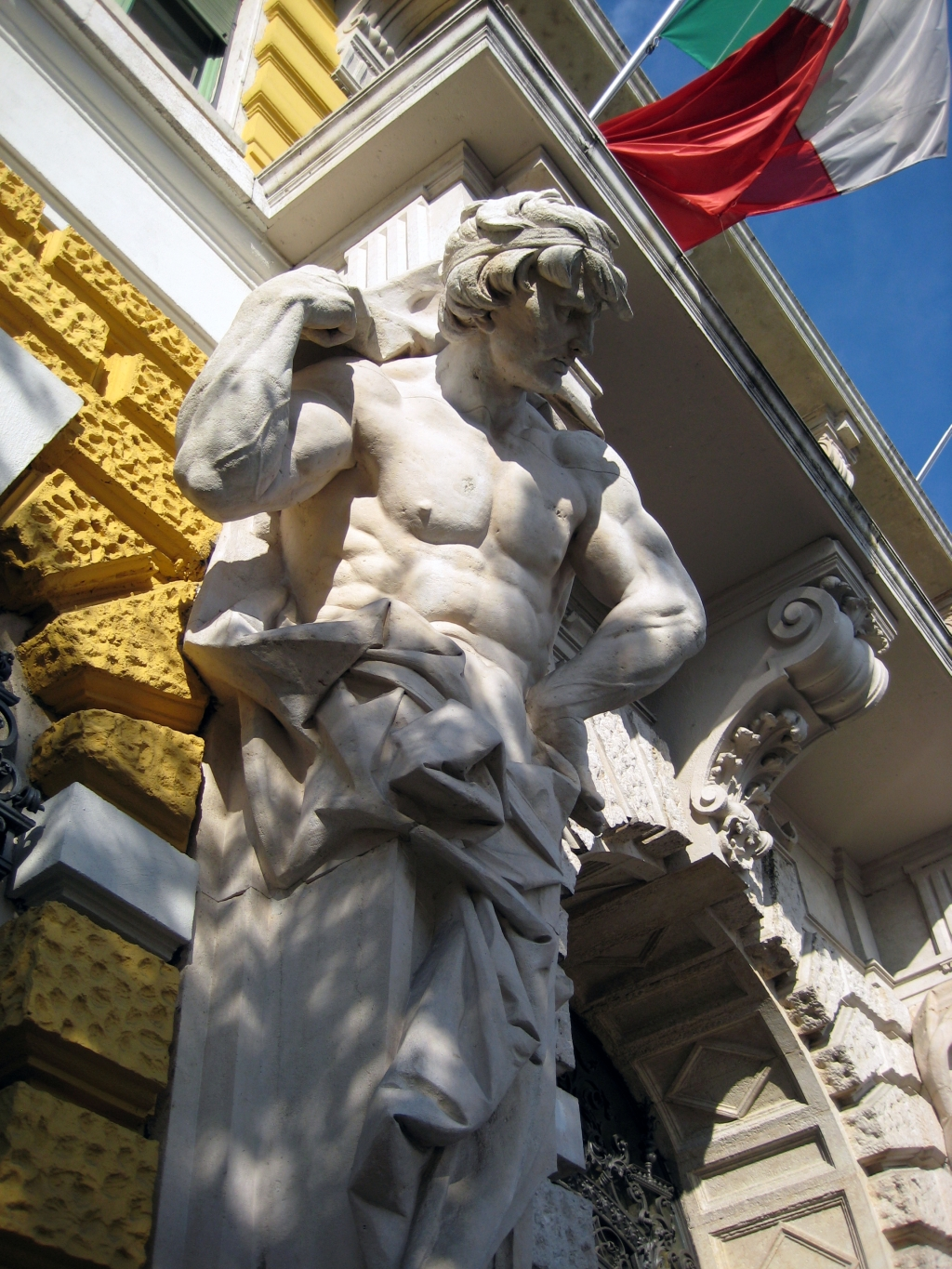
Statue d'Atlante à l'entrée du Palais Adria.

Le palais Adria à Rijeka en Croatie est un bâtiment historique surplombant la mer, ancien siège de la compagnie maritime  « Adria ».

## Histoire
Le palais a été construit en 1897 pour la compagnie maritime hongroise « Adria » et rebaptisé « Jadran » après la Seconde Guerre mondiale. Sa façade monumentale néobaroque domine tout le port de Rijeka, et l'autre donne sur la Piazza Adria. Le bâtiment, conçu par l'architecte de Rijeka Francesco Mattiassi et construit par Giacomo Zammattio, est équipé de nombreuses sculptures de Sebastiano Bonomi qui rappellent le monde du travail maritime. Elle abrite toujours les locaux de la compagnie maritime croate Jadrolinija.